# Geld maakt niet gelukkig
Geld maakt niet gelukkig is een nummer uit 1998 van de Nederlandse radio-dj Edwin Evers, waarin hij de voetbalbroers Frank en Ronald de Boer imiteert. Het nummer werd uitgebracht naar aanleiding van het WK van 1998.
Edwin Evers staat bekend om zijn imitaties van de broers De Boer in zijn radioshow Evers staat op. Dit leverde hem immense populariteit op. In "Geld maakt niet gelukkig" geven Frank en Ronald commentaar op het WK van 1998 en op zichzelf. Het nummer bereikte de 16e positie in de Nederlandse Top 40.